# 2018年2月15日日食
2018年2月15日日食是一次日偏食，發生於2018年2月15日（東半球大多為2月16日）。新月當天（即朔日），地球上觀測到月球和太阳的角距離極小，此時月球如果恰好在月球交點附近，穿過太阳和地球之間，與地球、太阳接近一直線，則會出現日食。由於月球偏北或偏南，本影及偽本影從地球以北或以南經過而未接觸地表，只有半影覆蓋了地球北端或南端部分區域，形成日偏食。此次日偏食月球偏南，出現在南美洲南部和南极洲部分地區。

## 日食概況

### 出現區域
該次日偏食可在智利中南部、阿根廷除北部外的大部、巴拉圭南部、巴西南部、乌拉圭、福克兰群岛、南乔治亚和南桑威奇群岛，及南极洲靠近太平洋的約四分之三看到。其中國際日期變更線以東的南美洲部分在2月15日看到日食，而南极洲無確定時区，或在2月15日，或在2月16日，部分處於極晝的地區日食從2月15日深夜持續到2月16日凌晨。

### 基本參數
- 類型：日偏食
- 食分最大處（位於南极洲毛德皇后地海岸線以北約20公里的南冰洋海面）資料：
  - 時間：2018年2月15日20:51:24.7
  - 地點：71°00′S 0°36′E / 71.0°S 0.6°E[3]
  - 食分：0.5991（日食帶內最大）[4]

## 圖集

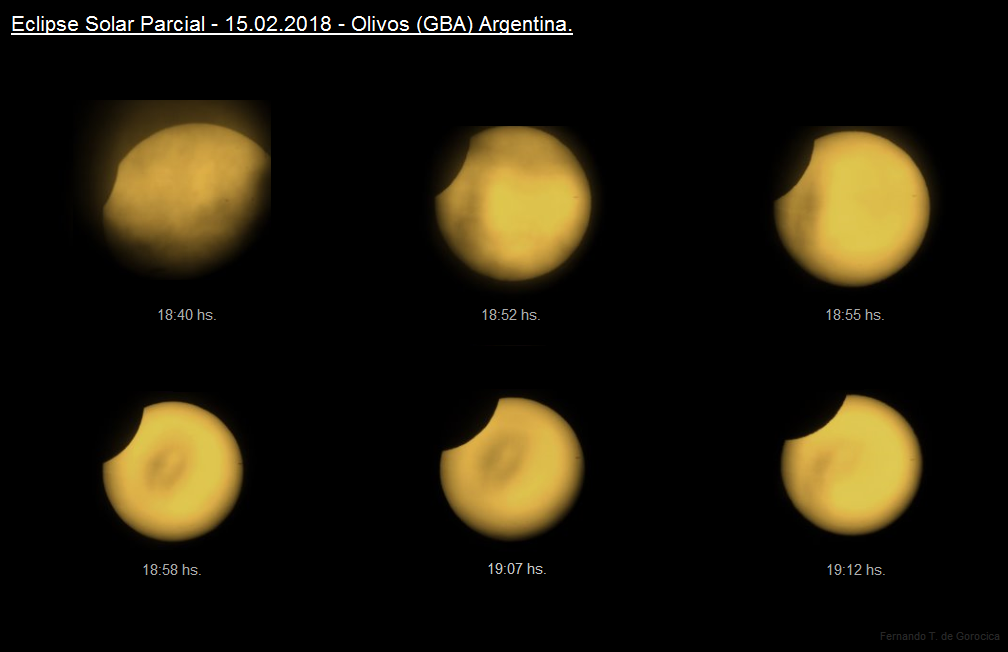
從阿根廷奧利沃斯觀看日食的時間推移圖。
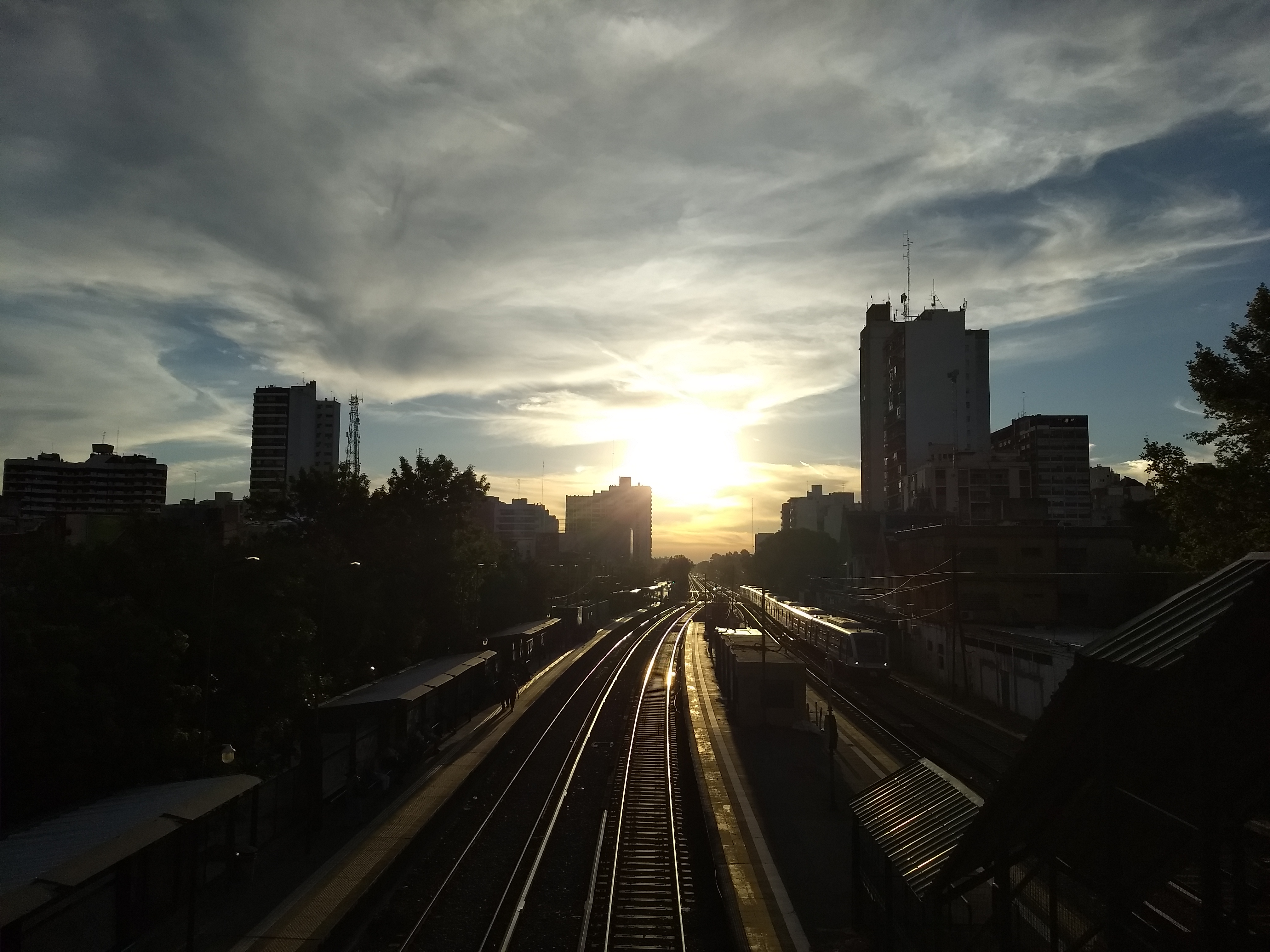
阿根廷拉莫斯梅希亞，22:13 UTC

## 相關的日食

### 2015-2018年的日食
月球交替位於相對的月球交點時，以半個交點年（食年），即約177天又4小時間隔出現下列日食。
| 日食列表  |           |           |           |           |           |           |           |           |           |           |           |
| 1997-2000 | 2000-2003 | 2004-2007 | 2008-2011 | 2011-2014 | 2015-2018 | 2018-2021 | 2022-2025 | 2026-2029 | 2029-2032 | 2033-2036 | 2036-2039 |

| 降交點                                                        | 降交點                   |                            | 升交點                   | 升交點 |
| 沙羅周期                                                      | 地圖                     | 沙羅周期                   | 地圖                     |        |
| 120 斯瓦尔巴朗伊爾城的日全食                                  | 2015年3月20日 全食       | 125                        | 2015年9月13日 偏食（南） |        |
| 130 印尼巴厘巴板的日全食                                      | 2016年3月9日 全食        | 135 留尼汪億唐塞拉的日環食 | 2016年9月1日 環食        |        |
| 140 阿根廷布宜諾斯艾利斯的日偏食                              | 2017年2月26日 環食       | 145 美国卡斯珀的日全食     | 2017年8月21日 全食       |        |
| 150 阿根廷奧利沃斯的日偏食                                    | 2018年2月15日 偏食（南） | 155 芬兰胡伊蒂寧的日偏食   | 2018年8月11日 偏食（北） |        |
| 註：2018年7月13日和2019年1月6日的日偏食屬於下一組交點年系列。 |                          |                            |                          |        |

### 沙羅周期與序列
沙羅周期長度為18年11天。本次日食屬於沙羅序列150，共包含71次日食，依次為1729年8月24日至2108年4月11日的22次日偏食、2126年4月22日至2829年6月22日的40次日環食、2847年7月3日至2991年9月29日的9次日偏食，總共歷時1262.11年。本序列無日全食。
下表列舉了1901年至2100年間發生的屬於該序列的日食，是第11至21次：
| 11             | 12             | 13           |
| -------------- | -------------- | ------------ |
| 1909年12月12日 | 1927年12月24日 | 1946年1月3日 |
| 14             | 15             | 16           |
| 1964年1月14日  | 1982年1月25日  | 2000年2月5日 |
| 17             | 18             | 19           |
| 2018年2月15日  | 2036年2月27日  | 2054年3月9日 |
| 20             | 21             |              |
| 2072年3月19日  | 2090年3月31日  |              |

## 資料來源
1. ↑  樊忠玉. . 中国天文科普网.   [2016-06-04]. （原始内容存档于2014-09-17）.
2. ↑  Fred Espenak. . NASA Eclipse Web Site.   [2016-06-04]. （原始内容存档于2016-04-22）.（英文）
3. ↑  Fred Espenak. . NASA Eclipse Web Site.   [2016-06-04]. （原始内容存档于2016-08-03）.（英文）
4. ↑  Fred Espenak. . NASA Eclipse Web Site.   [2016-06-04]. （原始内容存档于2016-03-08）.（英文）
5. ↑  Fred Espenak. . NASA Eclipse Web Site.（英文）

## 外部連結
- NASA日食專頁（页面存档备份，存于）（英文）
- 可見區域圖和時間統計：由弗雷德·埃斯佩納克做出的日食預報，NASA/GSFC
  - 貝塞爾元素

| \| \| 日食 \|                             |                              |                                           |
| 上一次日食： 2017年8月21日日食 （日全食） | 2018年2月15日日食 （日偏食） | 下一次日食： 2018年7月13日日食 （日偏食） |
| 上一次日偏食： 2015年9月13日日食          | 2018年2月15日日食 （日偏食） | 下一次日偏食： 2018年7月13日日食          |
|                                           | 日食                         |                                           |